# 路易斯·艾尔弗雷多·拉米雷斯
路爾斯·艾菲度·拉米雷斯（Luis Alfredo Ramírez，1977年11月21日—）一般称作拉米雷斯，是洪都拉斯前职业足球运动员，他曾入选洪都拉斯国家足球队。职业生涯曾长时间在中国联赛効力。2011年赛季结束后，拉米雷斯离开中国时是中超联赛进球最多的外援球员。他也是唯一一名获得过中超联赛和中甲联赛最佳射手的球员。

## 职业生涯
拉米雷斯在皇家西班牙开始其职业足球生涯，并在2000年入选洪都拉斯国奥队参加悉尼奥运会。
2001年拉米雷斯第一次来到中国，在甲B球队广州吉利队短暂效力，2001年5月5日，他在和江苏舜天的联赛中替补温小明出场，第一次在中国赛场亮相。但在其参加的四场比赛中一无所获，最终因“水货”之嫌而被解雇。
2006年拉米雷斯代表洪都拉斯队在广州越秀山体育场和中国队进行一场比赛，并被中超劲旅上海申花队看中，加盟上海申花队。拉米雷斯在2006赛季中超联赛中出场27次，打进13球，是当赛季上海申花队的最佳射手，但申花队认为拉米雷斯速度和比赛节奏太慢，并因此放弃与拉米雷斯续约。
2007年拉米雷斯重返广州，加盟志在冲超的中甲球队广州医药，并在当赛季23场联赛中打进19球，在成为联赛最佳射手的同时帮助广州医药队重返阔别九年的顶级联赛。2008赛季拉米雷斯在中超联赛为广州医药队打进12球，并赛季结束后提出加薪要求，和俱乐部的谈判一度陷入僵局，并一度传出要和江苏舜天签约的新闻。经过两个多月的谈判，拉米雷斯和广州医药队续约一年。
2009赛季，拉米雷斯表现依然十分抢眼。2009年6月13日，拉米雷斯面对旧主上海申花队表现出色，并在上半场反越位成功打进一球，帮助广州医药队2：1力克对手。这一球是他代表广州队打进的第37个联赛进球，超越广州队的传奇射手胡志军，成为广州队历史上联赛进球最多的球员。本赛季拉米雷斯打进17个进球，和巴尔克斯并列成为中超联赛的最佳射手。他也是首位在中超联赛和中甲联赛都夺得金靴奖的球员。
由于广州队决定不再和拉米雷斯续约，他只能寻找新的球队。2010年1月5日，已降入中甲联赛的杭州绿城宣布正式签入拉米雷斯。但一个月后，由于成都谢菲联和广州医药因被揭发打假球而降级，杭州绿城得以留在中超联赛。拉米雷斯在2010赛季为杭州绿城打进14球，帮助绿城获得联赛第四名的好成绩。由于拉米雷斯在中国连续的优秀表现，他在2010年11月25日再次入选洪都拉斯国家队的大名单。
赛季结束后拉米雷斯和杭州绿城续约一年。在2011年3月1日进行的2011年亚足联冠军联赛杭州绿城和日本冠军名古屋鲸鱼的比赛中，拉米雷斯接巴力的传球打破僵局，打进杭州绿城历史上的首个亚冠进球，这也是他本人第三场亚冠联赛的首个进球。2011年赛季拉米雷斯在中超联赛出场27次打进7球。
2012年拉米雷斯回到洪都拉斯並再次効力马拉松竞技。

## 荣誉

### 俱乐部
- 广州医药
  - 中国足球甲级联赛冠军：2007

### 个人
- 2007年度中国足球甲级联赛金靴奖
- 2009赛季中国足球超级联赛金靴奖